# 극장판 도라에몽: 진구의 결혼전야
극장판 도라에몽: 진구의 결혼전야 (映画ドラえもん のび太の結婚前夜) 는 일본 국민만화 도라에몽의 영화로서 러닝타임(상영시간)이 겨우 27분밖에 안 되는 단편 영화이다. 1999년에 개봉하였다. 이는 극장판 도라에몽: 진구의 우주표류기의 개봉년도와 같다.

## 줄거리
도라에몽과 노진구는 자신이 나중에 누구와 결혼하는지 알아보기 위하여 타임머신을 타고 미래로 간다. 그리고, 자신이 나중에 신이슬과 결혼하게 된다는 것을 알게된다. 본래 운명이라는 진구는 자이코와 결혼하고, 박영민과 신이슬이 결혼하게 될 운명이었다. (물론 그대로 결혼하면 자이코의 성은 고다에서 노비가, 시즈카는 데키스기 시즈카가 될 것이다.) 그러나 도라에몽이 찾아오면서 데키스기는 다른 외국인과 결혼하고 진구가 신이슬와 결혼하게 된다.